# یواس‌اس دوهرتی (دی‌ئی-۱۴)
یواس‌اس دوهرتی (دی‌ئی-۱۴) (به انگلیسی: USS Doherty (DE-14)) یک کشتی بود. این کشتی در سال ۱۹۴۲ ساخته شد.